# Legio I Illyricorum
Die Legio I Illyricorum („Erste Legion der Illyrer“) war eine Legion der römischen Armee.

## Geschichte der Legion
Die Legion wurde vermutlich um 272/273 n. Chr. von Aurelian kurz vor seinem Feldzug gegen
Zenobia von Palmyra im Raum Illyrien aufgestellt. Nach dem erfolgreichen Abschluss des Feldzuges wurde die Legio I Illyricorum in Palmyra stationiert. Ihre Aufgabe war nicht nur das Verhindern weiterer Revolten, sondern auch der Grenzschutz gegen Nomadenstämme.
Das zerstörte Palmyra erlebte erst unter Diokletian (284–305) einen Aufschwung, als die Stadt in das Befestigungssystem des Limes Arabicus entlang der Strata Diocletiana einbezogen wurde. Um das Jahr 300 veranlasste Sossianus Hierokles, der Praeses der Provinz Syria Phoenice, den Bau eines neuen Legionslagers und die Befestigung der Stadt. Einige Historiker sind der Meinung, dass die Legio I Illyricorum erst zu diesem Zeitpunkt nach Palmyra verlegt wurde.
Wie eine Inschrift aus dem wohl um 300 errichteten Grenzkastell Qasr al-Azraq in der jordanischen Wüste belegt, wurde eine Vexillation aus Soldaten der Legio XI Claudia, Legio VII Claudia, Legio IIII Flavia Felix, Legio I Italica und Legio I Illyricorum unter Diokletian in der neuerrichteten Provinz Arabia (Syrien, Jordanien) verlegt. Das all dieses Männer nur für den Bau einer Straße herangezogen sein sollen, wie überlegt wurde bleibt spekulativ. Als einzige real denkbare Option stellte sich für den Archäologen Samuel Thomas Parker (1950–2021) 2006 nur ein Bedrohungsszenarium dar, das von den Sarazenen ausging. Und tatsächlich gibt es literarische Belege dafür, dass Diokletian in dieser Zeit einen Krieg gegen Sarazenen führte. Andererseits schlugen der Historiker Michel Christol und der Archäologe Maurice Lenoir (1946–2010) im Jahr 2001 vor, die Inschrift bereits auf das Jahr 273, während der Herrschaftsjahre des Kaisers Aurelian, zu beziehen. Dann hätte der gegen einfallende Feinde gerichtete Aufmarsch der Legionen in der jordanischen Wüste im selben Jahr stattgefunden, wie die Niederschlagung des Aufstands in Palmyra. Sollte diese Theorie stimmen, so deuten die einige Jahre später unternommenen starken militärischen Anstrengungen Diokletians entlang des Limes Arabicus, bei denen auch Straßen entstanden, immer noch auf anhaltende ernsthafte Probleme mit den Nomadenstämmen hin.
Eine Vexillation aus Legionären der Legio I Illyricorum und Legio III Gallica unter dem praepositus Victorinus wurde von Licinius nach Ägypten verlegt und in den Jahren 315/316 n. Chr. in Koptos (Qift) eingesetzt. Um 321 war dieser Truppenteil an der ägyptischen Südgrenze bei Syene (Assuan) stationiert.
Im frühen 5. Jahrhundert war die Legio Prima Illyricorum mit ihrem Praefectus noch immer in Palmyra stationiert und unterstand dem Dux Foenicis.